# Gare de Kvitfjell
La gare de Kvitfjell est une halte ferroviaire norvégienne de la ligne de Dovre située dans la commune de Ringebu. Elle a été mise en service en 1992 mais a été créée dans l'optique des Jeux olympiques d'hiver de 1994. Aujourd'hui, elle est toujours utilisée à raison d'un train le matin pour emmener les personnes et d'un le soir pour les ramener.